# Dick Cavett Show
The Dick Cavett Show è stato un talk show statunitense trasmesso da vari network televisivi. Era presentato da Dick Cavett, che registrava il programma da New York.
Lo show andò in onda sulle seguenti reti, con orari differenti:
- ABC (4 marzo 1968-24 gennaio 1969) originariamente intitolato This Morning
- ABC, martedì, mercoledì & venerdì (26 maggio-19 settembre 1969)
- ABC (29 dicembre 1969-1º gennaio 1975)
- CBS, sabato (16 agosto-6 settembre 1975; questa versione era più un varietà che un talk-show)
- PBS, sabato & domenica (10 ottobre 1977-8 ottobre 1982)
- USA Network (30 settembre 1985-23 settembre 1986)
- ABC, martedì & mercoledì sera (22 settembre-30 dicembre 1986)
- CNBC (17 aprile 1989-26 gennaio 1996)
- TCM  (2006-2007)

## Storia
Il Dick Cavett Show nacque nel 1968 come programma mattutino sulla rete ABC, alcuni dei primi ospiti furono Buckminster Fuller, Gore Vidal, Muhammad Ali, ed Angela Lansbury.
Il buon riscontro ricevuto, portò alla nascita del talk-show in fascia serale a partire dal 29 dicembre 1969, in competizione diretta con il Tonight Show Starring Johnny Carson della NBC. Cavett occupò la fascia oraria del The Joey Bishop Show. In aggiunta al suo abituale monologo, Cavett apriva ogni show leggendo alcune domande scelte scritte dal pubblico in studio, alle quali spesso rispondeva con battute di spirito.
Sebbene Cavett e Carson si dividevano spesso gli ospiti, Cavett preferiva puntare su artisti rock and roll, ma anche scrittori, politici, ed altre personalità fuori dall'abituale industria dell'intrattenimento. La grande varietà degli ospiti, abbinata all'approccio intellettuale ed ironico di Cavett, decretarono il successo del programma.
Occasionalmente, Cavett dedicava un'intera puntata dello show a un singolo ospite. Tra quelli che ricevettero questo trattamento speciale ci furono Groucho Marx, Laurence Olivier, Judy Garland, Katharine Hepburn, Robert Mitchum, Bette Davis, Orson Welles, Noël Coward, John Lennon & Yōko Ono, George Harrison, Ray Charles, Alfred Hitchcock, Fred Astaire, Woody Allen, Gloria Swanson, Jerry Lewis, Lucille Ball, Zero Mostel e David Bowie.
Nel gennaio 1973, gli ascolti iniziarono a calare e lo show venne ridotto ad una messa in onda di una settimana al mese, all'interno del contenitore ABC's Wide World of Entertainment. Alla fine del 1974, il programma andava in onda solo due volte al mese.
La versione PBS era costituita da ospiti singoli intervistati in mezz'ora di tempo, ed era prodotta da Christopher Porterfield, ex compagno di stanza di Cavett alla Yale University. Lo show rimase sulla PBS fino al 1982.
Successivamente, The Dick Cavett Show fu anche il titolo di un programma radiofonico che ebbe vita breve.

### Episodi notevoli

#### 27 marzo 1968: Christine Jorgensen se ne va dallo studio
Durante un'intervista a Christine Jorgensen, la prima donna trans conosciuta a sottoporsi ad intervento di cambio di sesso (in questo caso da uomo a donna mediante una vaginoplastica totale), questa se ne andò dallo studio sentendosi offesa per una battuta di Cavett; dato che era l'unica ospite della puntata, Cavett passò il resto del tempo rimanente dello show a spiegare come non fosse stata sua intenzione offendere nessuno.

#### 6 giugno 1968: Assassinio di Robert F. Kennedy
A causa della continua copertura mediatica data alla notizia dell'assassinio di Robert F. Kennedy avvenuto quello stesso giorno, lo show di Cavett non andò in onda fino alle 23, e fu interrotto alle 23:20 per 30 minuti di edizione straordinaria del telegiornale. Alle 23:50, il programma tornò in onda per soli 10 minuti.

#### 13 giugno  1969: Groucho Marx: One-man show
A seguito di dissidi con il network, Dick Cavett registrò una puntata speciale dello show della durata di un'ora interamente dedicata a Groucho Marx.

#### 7 luglio 1969: Jimi Hendrix
In questa intervista, la rockstar Jimi Hendrix minimizzò modestamente le sue capacità e diede prova del suo senso dell'umorismo. Forse la cosa più importante, egli rivelò alcuni dei suoi ideali estetici e lo scopo della sua musica mentre discuteva il suo concetto di "Electric Church":
(Jimi Hendrix)
Jimi eseguì poi Hear My Train A Comin' insieme alla house band dello show, suonando la chitarra con i denti alla fine della canzone.

#### 19 agosto 1969: Puntata dedicata a Woodstock
Martedì 19 agosto 1969, i Jefferson Airplane, Joni Mitchell, e David Crosby con Stephen Stills (dei Crosby, Stills, Nash & Young), apparvero tutti al Dick Cavett Show. La puntata in questione viene spesso definita "The Woodstock Show", perché molti dei musicisti in studio, provenivano direttamente dal Festival di Woodstock. L'esecuzione da parte dei Jefferson Airplane della canzone We Can Be Together segnò la prima volta nella quale la parola "fuck" venne pronunciata alla televisione statunitense (la strofa in questione della canzone recita: «In order to survive we steal, cheat, lie, forge, fuck, hide and deal»). Joni Mitchell cantò Chelsea Morning, Willy, e For Free. Grace Slick chiamò Cavett "Jim" e parlò brevemente del suo periodo al college. Stephen Stills eseguì 4 + 20. Poi la Mitchell cantò a cappella The Fiddle and the Drum. Nel finale i Jefferson Airplane (con Crosby) si lanciarono in Somebody to Love.
Anche Jimi Hendrix avrebbe dovuto essere in trasmissione, ma non fu in grado di partecipare alla registrazione del programma a causa del ritardo nella sua esibizione al festival, che durò fino alle prime luci dell'alba. Il manager di Joni Mitchell, paventando una simile evenienza, preferì mandarla al The Dick Cavett Show, piuttosto che farla esibire a Woodstock. Egli considerava il Cavett Show troppo importante per la sua carriera e non voleva che rischiasse di perdere la registrazione della puntata.

#### 9 settembre 1969: Jimi Hendrix
In un'intervista a Jimi Hendrix, Cavett parlò dell'esecuzione da parte del chitarrista dell'inno americano a Woodstock, definendola "non ortodossa". Jimi commentò di non vedere nulla di "non ortodosso" nella sua resa di The Star-Spangled Banner e disse che il risultato gli sembrava splendido. Il pubblicò applaudì, e Dick non proseguì oltre.

#### 6 aprile 1970: Mark Frechette & Daria Halprin
Gli attori Mark Frechette e Daria Halprin apparvero insieme allo show con il produttore Mel Brooks e il critico cinematografico Rex Reed. La loro intervista si rivelò estremamente povera in quanto Frechette rispondeva solo con brevi frasi telegrafiche, e la Halprin rimase in silenzio per tutto il tempo. Cavett pensava che i due vivessero insieme in una comune hippy, quando invece erano adepti del leader del culto Mel Lyman. Quando il conduttore domandò loro della "comune" dove vivevano, Frechette negò "categoricamente" che si trattasse di una comune e disse: «La comunità ha un solo scopo, ed è servire Mel Lyman, che è il leader e fondatore della comunità». A questo punto, Daria Halprin cercò finalmente di parlare, ma lo show andò in pubblicità. Quando il programma riprese, il Dr. Aaron Stern, uno psichiatra di Beverly Hills e direttore della Motion Picture Association of America, che era l'ospite successivo, venne fatto accomodare in studio, mentre Frechette e Halprin non furono intervistati ulteriormente.

#### 27 luglio 1970: Orson Welles
Circa a metà dell'intervista, l'ospite Orson Welles invertì i ruoli e si mise ad intervistare Dick Cavett facendogli domande sulla sua vita e sulla carriera.

#### 18 settembre 1970: John Cassavetes, Peter Falk & Ben Gazzara
Il regista John Cassavetes e gli attori Peter Falk e Ben Gazzara apparvero allo show per promuovere il film Mariti. Tutti e tre gli ospiti si presentarono in trasmissione fortemente alterati da alcol e droghe, e "per 35 minuti continuarono a fumare, cadere per terra, ignorando quasi del tutto le domande di Cavett". Dick Cavett definì l'accaduto: "una delle serate più interessanti della mia vita".

#### 18 dicembre 1970: Lester Maddox abbandona lo show
L'ex governatore della Georgia Lester Maddox, apparve in un dibattito a tre con lo scrittore Truman Capote e il giocatore di football americano Jim Brown, e lasciò la trasmissione nel mezzo di un discorso sulla segregazione razziale dopo che Cavett si era rifiutato di scusarsi per un'affermazione da lui fatta. Il conduttore aveva definito bigot ("intolleranti") gli elettori di Maddox. Capote, osservando Maddox che se ne andava dallo studio, fece una pausa e poi commentò sarcasticamente: «Sono stato al suo ristorante, e il suo pollo fritto non è poi così buono». Anni dopo, Cavett raccontò di aver ricevuto più commenti riguardo a questa puntata dello show (incluse circa 6,000 lettere di insulti e minacce) che di qualsiasi altra in assoluto.
L'episodio viene menzionato nel testo della canzone Rednecks di Randy Newman.

#### 7 giugno 1971: J. I. Rodale muore in trasmissione
Come riferito nell'autobiografia di Cavett (pag. 321-323), il 7 giugno 1971, J. I. Rodale, un sostenitore dell'agricoltura biologica, morì in trasmissione a causa di un infarto durante la registrazione della puntata. Cavett stava parlando con il giornalista Pete Hamill quando Rodale iniziò a rantolare. La puntata non venne mai mandata in onda, e al suo posto fu trasmessa una replica. Nella puntata del giorno successivo (8 giugno 1971), Cavett descrisse l'accaduto e la sua reazione alla morte di Rodale.

#### Giugno 1971: Dibattito sulla guerra del Vietnam con John Kerry
Durante un dibattito sulla guerra in Vietnam, Cavett ospitò due veterani in trasmissione. Dalla parte dei contrari alla guerra c'era un giovane John Kerry mentre dalla parte opposta John E. O'Neill. Nel periodo dello Scandalo Watergate si venne a sapere che l'allora Presidente Richard Nixon, contrariato dall'esito del dibattito in studio, nettamente a favore dell'antimilitarista Kerry, chiese allo staff della Casa Bianca di "rimuovere" Cavett.

#### 2 agosto 1971: Ingmar Bergman
Il regista Ingmar Bergman apparve per la prima volta alla televisione statunitense in un talk-show, in una delle sue rare apparizioni televisive.

#### 15 dicembre 1971: Norman Mailer vs. Gore Vidal
Pochi momenti prima dell'inizio della registrazione della puntata che vedeva ospiti Gore Vidal, Norman Mailer, e Janet Flanner, Mailer, infastidito da una recensione negativa fatta da Vidal a Il prigioniero del sesso, gli diede una testata dopo averlo insultato nel backstage. Iniziata la registrazione della puntata, un visibilmente irritato e belligerante Mailer, che ammise di aver bevuto, provocò ripetutamente sia Vidal sia Cavett a litigare con lui in trasmissione e continuando a riferirsi al suo "intelletto superiore". Egli prese in giro ripetutamente Vidal (che rispose a tono), causando l'intervento da parte della Flanner, che annunciò di essere "veramente, veramente stufa" della discussione, e disse a Mailer: «Ti stai comportando come se fossi l'unica persona in studio». Quindi Mailer scostò la propria sedia da quella degli altri ospiti e Cavett fece una battuta dicendo che "forse a Mailer sarebbero servite due sedie per contenere il suo gigantesco intelletto". Mailer replicò: «Prenderò due sedie se tutti voi accetterete delle ciotole per sciacquarvi le dita». Quando Cavett, mostrandosi perplesso, disse di non aver capito la battuta, Mailer gli disse: «Perché non prendi semplicemente il tuo foglio con le domande scritte e fai le domande?», al che il conduttore rispose: «Perché non lo pieghi in cinque parti e non te lo infili su in quel posto dove non brilla la luna?».

#### 1971: John Simon vs. Mort Sahl
Il critico John Simon rivelò al pubblico in sala che durante la pausa pubblicitaria, l'ospite a lui vicino Mort Sahl aveva cercato di colpirlo con un pugno in faccia.

#### 1971: Puntate sulla pornografia
Cavett condusse due puntate speciali con a tema la pornografia; ed entrambe le puntate furono registrate nella stessa giornata, e mandate in onda in due serate successive. Durante la prima parte, egli stava discutendo di come viene rappresentato al cinema il sesso orale e disse le parole: «sesso orale ...bocche su organi genitali». La dirigenza del network pretese che la frase fosse tagliata.
Un irato Cavett descrisse la situazione all'inizio della seconda parte, ripetendo la frase incriminata. Il risultato fu che la frase venne tagliata nella prima puntata ma andò in onda nel corso della seconda serata.

#### 11 maggio 1972:Woman Is the Nigger of the World
John Lennon eseguì l'inno femminista Woman Is the Nigger of the World dal vivo con la Elephant's Memory Band e con Yōko Ono durante una puntata del Dick Cavett Show nel maggio del 1972. A causa del suo controverso titolo, che contiene la parola "nigger" ("negro"), la ABC chiese a Cavett di scusarsi preventivamente con il pubblico se qualcuno di essi avrebbe potuto sentirsi offeso dal contenuto della canzone.

#### 12 giugno 1973: Marlon Brando
Marlon Brando, che solo pochi mesi prima aveva rifiutato di ricevere l'Oscar per Il padrino per protesta contro le condizioni degli indiani americani negli Stati Uniti, apparve allo show insieme ad alcuni rappresentanti delle tribù Cheyenne, Paiute e Lummi. Al termine del programma, mentre si trovava a cena in un ristorante con Cavett, Brando aggredì il fotografo Ron Galella rompendogli la mascella con un pugno.

#### Ottobre 1973: Intervista di 2 ore a Katharine Hepburn
Durante l'intervista in due parti a Katharine Hepburn, l'attrice si alzò e se ne andò al termine della prima metà del tempo stabilito, pensando di aver finito l'intervista. Cavett si scusò con il pubblico, promettendo che la Hepburn sarebbe tornata in trasmissione la sera successiva (come infatti fece). Tuttavia, si scoprì poi che il tutto era stato architettato da Cavett e Hepburn per scherzo.